# Ekerö
Ekerö er et byområde i Ekerö kommun i Stockholms län i Sverige. I 2010 var indbyggertallet 10.907.